# Nigritomyia separata
Nigritomyia separata är en tvåvingeart som beskrevs av James 1969. Nigritomyia separata ingår i släktet Nigritomyia och familjen vapenflugor.
Artens utbredningsområde är Filippinerna. Inga underarter finns listade i Catalogue of Life.